# Ngộ độc sắt
Ngộ độc sắt là tình trạng quá tải sắt gây ra bởi một lượng lớn chất sắt và thường đề cập đến tình trạng quá tải cấp tính chứ không phải là từ từ. Thuật ngữ này chủ yếu liên quan đến trẻ nhỏ đã tiêu thụ một lượng lớn thuốc bổ sung sắt, giống như đồ ngọt và được sử dụng rộng rãi, bao gồm cả phụ nữ mang thai; khoảng 3 gram là gây tử vong cho một đứa trẻ hai tuổi. Hạn chế đóng gói mục tiêu ở Mỹ đối với các thùng chứa bổ sung có hơn 250 mg sắt nguyên tố đã tồn tại từ năm 1978 và các khuyến nghị đối với bao bì đơn vị đã giảm một số trường hợp tử vong do ngộ độc sắt mỗi năm xuống gần như bằng 0 kể từ năm 1998. Không có trường hợp ngộ độc sắt nào được xác định có liên quan đến khai thác sắt.

## Dấu hiệu và triệu chứng
Dấu hiệu đầu tiên của ngộ độc sắt khi ăn là đau dạ dày, vì sắt ăn mòn niêm mạc của đường tiêu hóa, bao gồm cả dạ dày. Buồn nôn và nôn cũng là triệu chứng phổ biến và nôn ra máu. Cơn đau sau đó giảm dần trong 24 giờ khi sắt đi sâu hơn vào cơ thể, dẫn đến nhiễm toan chuyển hóa, từ đó gây tổn hại cho các cơ quan nội tạng, đặc biệt là não và gan. Ngộ độc sắt có thể gây sốc giảm thể tích do khả năng làm giãn mạch máu mạnh của sắt. Tử vong có thể xảy ra do suy gan.
Nếu ăn sắt trong một thời gian dài, các triệu chứng có thể tương tự như các nguyên nhân khác gây quá tải sắt.